# Терабјанка (Сасари)
Терабјанка је насеље у Италији у округу Сасари, региону Сардинија.
Према процени из 2011. у насељу је живело 51 становника. Насеље се налази на надморској висини од 108 м.